# Bogdan Chmielewski
Bogdan Jerzy Chmielewski (ur. w 1946) – polski artysta, profesor na Wydziale Sztuk Pięknych UMK

## Życiorys
Brat Witolda. Studia na UMK, dyplom w 1970 roku. Uczestnik ponad 130 wystaw oraz imprez artystycznych. Autor ponad 200 interdyscyplinarnych realizacji indywidualnych i zespołowych w Lucimiu w latach 1977-2001. Zajmuje się akcjami, działaniami plastycznymi i parateatralnymi, happeningiem, performance, instalacją, rysunkiem a także żywymi obrazami. Członek „Grupy 111 Lucim”.

## Momenty, ważne etapy
Wyjście:
- 1974 – Wystawa malarstwa i rysunku (o podróżujących) w poczekalni dworcowej PKP – Bydgoszcz Główna.
- 1975 – Wiersze (z motywem wędrówki) poetów „Nowej fali” – na transparentach – teren dworca PKP – Bydgoszcz Główna.
- 1976 – „Akcja podróż” – 2 tygodniowe przedsięwzięcie grupowe w wagonie kolejowym na trasie Bydgoszcz – Kraków – Cieszyn – Bydgoszcz. Wyjście w stronę ludzi i przestrzeni naturalnych, na pograniczu życia i sztuki.

Przejście – zatrzymanie:
- 1976 – Kupno zabytkowego, drewnianego domu w Borach Tucholskich
- 1977-78 – „Akcja Lucim” – roczna akcja indywidualno-grupowa. Prolog osadzania własnej aktywności życiowo-twórczej w jednym, wybranym miejscu.
- 1979 – „Działanie w Lucimiu” – indywidualno- grupowo- wspólnotowe. Pogłębiona kontynuacja „Akcji Lucim”.

Powrót (nostos):
- 1980-2001 – Działanie lucimskie, praca w Lucimiu i poza nim – wspólnotowo- grupowa- indywidualna
- 1980 – Nostos (Tęsknota za domem) – początek odnawiającego powrotu ku remityzowanej rzeczywiście – bycie w „kręgu roku”
- 1980, marzec – Współudział w sformułowaniu programu 11 punktów „sztuki społecznej”
- 1983-89 – Kolejne idee „Grupy działania” a następnie „Grupy 111”
- neo-etno – 1983
  - post-kultura – 1987
  - paraliturgia – 1988
  - podsacrum (szósty wymiar) – 1989
- 1991 – Oikomancja – postawa, techniki lokalizacji oraz realizacji na przecięciu współrzędnych czasu i miejsca „domowskazów” wizualno-symbolicznych
- 1992-2001 – Realizacje ikoniczne – kondensaty adoracyjno-kontemplacyjne